# COUNTDOWN KYUSHU HOT 100
『COUNTDOWN KYUSHU HOT 100』（カウントダウン・キュウシュウ・ホット・ワンハンドレッド）は、CROSS FMが放送していたラジオ番組。同局のオリジナルチャート上位100曲を紹介していた。放送期間は1993年9月 - 2008年9月28日。

## 概要
JFL各局が毎週日曜日に「企画ネット」という形で放送しているカウントダウン番組『HOT 100』の福岡版。同局で唯一開局から続く番組であった。
「JK」の愛称で親しまれる北野順一が担当していた頃は、北野が当時並行して担当していた平日夜の人気番組「北野CLUB」の人気絶頂期であり、北野CLUBを観に来られない若いファンを中心に、ゲストが登場しない日も北九州本社スタジオに集まり、人気番組となっていた（番組終了後にJKがサインや写真撮影の時間を設けていたほどである）。
前述のとおり長らく本社スタジオからの放送であったが、2004年4月に同局の新サテライトスタジオ「天神きらめき通りスタジオ」（天神岩田屋新館1階）がオープンしたことに伴い移動、同時にナビゲーターが内堀富美となった。
現在、この時間帯に「CROSS COUNTDOWN RADIO」が放送されている。

## スポンサー
提供スポンサーは全て英語で紹介されている。永松ケンシ担当時以外は全てナビゲーターがそのクレジット紹介を担当した。
- JK時代:NTTパーソナル九州（かつて存在したPHS事業者）
- 2000年7月 - 2001年9月:Jフォン（現在のソフトバンク） - 「Jフォン COUNTDOWN KYUSHU HOT 100」として放送。
- 2001年10月 - 2002年3月:au by KDDI - 「au COUNTDOWN KYUSHU HOT 100」として放送。
- 2004年3月の1ヶ月間:ファルケン
- 2007年4月 - 5月:クロスクラブカード（同局のオフィシャルカード）

## 放送時間
- - 2003年3月:毎週日曜日 11:00 - 14:45
- 2003年4月 - 2006年3月:毎週日曜日 10:00 - 14:00
- 2006年4月 - 2008年9月:毎週日曜日 11:00 - 14:45

## コーナー
- VIVA! RETRO
- LINE BREAKER
- HITS GO ROUND
- ARTIST'S FILE
- HITS SPIDER
- ラインバスターズ
- カルトX
- ケータイヒッツ
- サウンドダービー
- エンタ オンライン

## ナビゲーター変遷
- 初代:アラン・J（1993年9月 -）
- 2代目:北野順一（- 1998年12月）
- 3代目:宗方脩（1999年1月 - 2000年3月）
- 4代目:永松ケンシ（2000年4月 - 2003年3月）

ここまでは同時に姉妹番組として14:45 - 16:00に放送された「KYUDEN J-POP POWER COUNTDOWN」も担当していた。
- 5代目:RHEA（リア） （2003年4月 - 2004年3月）
- 6代目:内堀富美 （2004年4月 - 2008年3月）
- 7代目:嶋田和孝 （2008年4月 - 2008年9月）